# 1997 en Finlande
Chronologie de la Finlande
- 1993
- 1994
- 1995
- 1996
- 1997
- 1998
- 1999
- 2000
- 2001

Cette page concerne les évènements survenus en 1997 en Finlande  :

## Sport
- Championnat de Finlande de football 1997
- Championnat de Finlande de hockey sur glace 1996-1997
- Championnat de Finlande de hockey sur glace 1997-1998
- Organisation du championnat du monde de hockey sur glace
- Organisation des championnats d'Europe espoirs d'athlétisme

## Culture

### Sortie de film
- Sairaan kaunis maailma

## Création
- Bomfunk MC's
- Forssan Jalkapalloklubi (en)
- Hartwall Arena

## Dissolution
- Province de Kymi (en)
- PTV4 (en)

## Naissance
- Jenny Fellman (fi), biathlète.
- Silja Känsäkoski (fi), nageuse.
- Piia Korhonen, volleyeuse.
- Brigita Krasniqi (fi), personnalité politique.
- Matias Lipasti (fi), lutteur.
- Julius Mattila (fi), joueur de hockey sur glace.

## Décès
- Hellin Auvinen-Salmi (fi), actrice.
- Kustaa Adolf Inkeri, mathématicien et astronome.
- Alpo Jaakola (fi), peintre.
- Olli Kervinen (fi), personnalité politique.
- Erkki Melakoski (fi), journaliste.
- Terho Sakki (fi), sculpteur.